# Wirkungsorientierte Steuerung
Wirkungsorientierte Steuerung ist eine Art der Projektsteuerung, die in vielen Bereichen Anwendung findet. Grundgedanke ist die Betrachtung der langfristigen Auswirkungen von Aktivitäten statt der aufgewendeten Ressourcen oder der direkt erzielten Arbeitsergebnisse. So ist zum Beispiel nicht das Errichten von Parks, sondern die Zufriedenheit der Bürger Hauptgesichtspunkt in der Stadtplanung. Auf diese Art bekommen die verantwortlichen Personen, sei es in der Verwaltung, Wirtschaft oder in gemeinnützigen Organisationen, mehr Freiheiten. Es wird ein größerer Fokus auf die Wirkung und damit auf die wirklich wichtigen Dinge gelegt und die Aufwendung von Ressourcen wird dementsprechend in ein besseres Verhältnis zum Ergebnis gesetzt.

## Geschichte
Die Wirkungsorientierung hat ihre Wurzeln in der Planung sozialer Maßnahmen.
Als früheste Veröffentlichung der Grundidee gilt eine 1959/60 erschienene Beitragsserie von Donald Kirkpatrick zur Evaluierung von Bildungsprozessen.
Zu den Ersten, die wirkungsorientiert arbeiteten, gehörten gemeinnützige Organisationen. Die Verbreitung belegt eine deutsche Studie aus dem Jahr 2013. Dabei gaben nur 10 % der befragten Organisationen an, dass dieses Thema noch nicht aufgegriffen wurde. Demgegenüber schätzten über 70 % ein wirkungsorientiertes Vorgehen als relevant und zudem positiv in Hinsicht auf die Qualität der Arbeit in der Zukunft der Organisation ein.
Seit den 1990er Jahren wird das Thema der Wirkungsorientierung in der öffentlichen Verwaltung
(Wirkungsorientierte Verwaltungsführung) diskutiert und umgesetzt. 1991 kam es hierzu zu ersten Reformdiskussionen in der Schweiz. Die Universität St. Gallen begann etwa zu dieser Zeit, das Modell unter Ernst Buschor zu behandeln. Ab 1993 wurden erste Projekte gestartet um die Einführbarkeit dieser neuen Herangehensweise in der Schweiz zu testen. Drei Jahre später wurden in vielen Kantonen die Ergebnisse getestet. Seit der Jahrtausendwende liefen Bewertung und Entscheidungsfindung zur Einführung. So sind auch in der Verfassung der Schweiz Verweise zur Wirkungsorientierung zu finden. Ein Beispiel dafür ist der Artikel 170 der Bundesverfassung der Schweizerischen Eidgenossenschaft von 1999: „Die Bundesversammlung sorgt dafür, dass die Massnahmen des Bundes auf ihre Wirksamkeit überprüft werden.“
In Österreich wurde die wirkungsorientierte Verwaltungssteuerung im Jahr 2013 eingeführt. Alle Bundesressorts und Obersten Organe werden seitdem über Wirkungsziele, Globalbudgetmaßnahmen sowie Ressourcen-, Ziel- und Leistungspläne gesteuert. Ein jährlicher Evaluierungsbericht informiert Parlament und Öffentlichkeit über die Zielerreichung. Die Wirkungsorientierung ist in der österreichischen Bundesverfassung verankert und wird durch ein System wirkungsorientierter Folgenabschätzung ergänzt. Auch einige österreichische Bundesländer wie beispielsweise Kärnten oder die Steiermark setzen auf die Wirkungsorientierung.
Deutschland hingegen führte erst 2017 erste Teile der Wirkungsorientierung in der Bundesverwaltung ein. In anderen Bereichen, wie zum Beispiel der Erziehungshilfe, wurde dieser Ansatz bereits seit 2005 diskutiert und angewendet. Ziel war hierbei eine effizientere Verteilung von Mitteln im kostspieligen Sektor der sozialen Leistungen.
In den Vereinigten Staaten hingegen lässt sich deutlich früher eine Nutzung der wirkungsorientierten Steuerung erkennen. Grundlage dafür setzt die „Executive Order No. 13045“, in welcher 1997 festgelegt wurde, dass jedes Jahr Statistiken über die Zustände von Kindern und Familien erhoben werden. In der Verwaltung ist jedoch bis heute keine bundesweite Implementation der Wirkungsorientierung zu verzeichnen. Lediglich in drei von 50 Staaten ist eine Budgetverteilung in dem Sinne zu finden.

## Logische Modelle
Logische Modelle bilden die Grundlage für eine wirkungsorientierte Steuerung. Sie stellen hypothetische Beschreibungen von verschiedenen Vorkommnissen, Effekten oder Vorgehensweisen dar, die zu einem gewünschten Ergebnis führen sollen. Logische Modelle können sowohl als Text als auch in grafischer Form dargestellt werden. Häufig wird darin eine Wenn-Dann-Kausalität beschrieben, welche einen bestimmten Zustand herbeiführen soll. Der Begriff beinhaltet jedoch nicht nur die Darstellung, sondern auch die dahinterliegenden Abläufe, Vorhersagen und Theorien. Die entsprechenden Modelle werden häufig für Vorhersagen in Wissenschaft, Softwareentwicklung und Projektplanung genutzt. Auf diese Weise können komplexe Zusammenhänge und auch deren zeitliche Verläufe übersichtlich dargestellt werden.

### Input→Aktivitäten→Output→Wirkung
Häufig wird eine Vorlage wie diese für das Erstellen von Logischen Modellen verwendet:
| Inputs                                | Aktivitäten                                        | Outputs                                         | Wirkung                                                            |
| ------------------------------------- | -------------------------------------------------- | ----------------------------------------------- | ------------------------------------------------------------------ |
| Welche Ressourcen werden aufgewendet? | Welche Aktivitäten werden durchgeführt?            | Was wird durch diese Aktivitäten produziert?    | Welche Veränderungen beziehungsweise Vorteile ergeben sich daraus? |
| z. B. Geld, Betriebsmittel …          | z. B. Verwendung der Ressourcen, Weiterbildungen … | z. B. produzierte Produkte, fertige Programme … | z. B. Vereinfachung von Arbeitsabläufen                            |

Daneben gibt es auch noch erweiterte Vorlagen, die eine höhere Komplexität aufweisen, wobei die aufgezeigten Punkte spezifischer differenziert werden. So können die Wirkungen noch in kurz-, mittel- und langfristige Wirkungen unterteilt werden.

### Intervention Mapping
Intervention Mapping findet seine Anwendung hauptsächlich im Gesundheitswesen und ist ein Anwendungsbeispiel von logischen Modellen, bei dem es darum geht eine Verhaltensänderung hervorzurufen. Intervention ist dabei ein weit gefächerter Begriff, der ein Eingreifen in gewisse Entwicklungen oder deren Vorbeugen beschreibt. Die Methode des Intervention Mappings wurde 1998 von L. Bartholomew und seinen Kollegen in einem Artikel in der Zeitschrift Health Education and Behavior vorgestellt. Ziel ist die Reduzierung von Gesundheitsproblemen in spezifischen Gesellschaftsgruppen. Dabei wird nach einem gegebenen Muster gehandelt. Logische Modelle werden hier wie folgt genutzt:
- Zunächst wird die Erstellung eines logischen Modells angestrebt. Dabei werden das Problem selbst und seine Einflussgrößen analysiert, bevor mit der Planung der namensgebenden Intervention begonnen werden kann. Dabei spielen mehrere Aspekte wie das soziale Umfeld eine große Rolle, ebenso wie die vorhandenen Mittel (Inputs). Um das Modell zu realisieren, wird oft in Planungsgruppen gearbeitet, die die Gruppendynamik, Einflüsse und Ziele zu analysieren sollen.
- Im Folgenden werden die erwarteten Ergebnisse festgehalten und mögliche Einflüsse betrachtet. Anschließend wird ein logisches Modell der Veränderung erstellt, in dem sowohl die angestrebten, als auch die für einen Erfolg notwendigen Verhaltensänderungen (Outputs) notiert werden.
- Letztendlich soll ein letztes logisches Modell erstellt werden, welches die Intervention selbst beschreibt. Es enthält also die durchzuführenden Vorgänge (Aktivitäten) und die daraus erhofften Folgen (Ergebnis).[16][14][19]

## Anwendungsbereiche

### Programmplanung
Die Programmplanung basiert auf dem Intervention Mapping, behandelt also neben den Zielen auch die Hintergründe und Vorgänge innerhalb sozialer Gruppen. Ein Beispiel wäre die Suchtprävention bei Schülern der Sekundarstufe. Es wird nach sechs Gesichtspunkten vorgegangen.
- Logisches Modell des Problems → Analyse des Gesundheitsproblems, der am meisten betroffenen Gruppe und der Einflüsse
- Programmergebnisse und Ziele, logisches Modell der Veränderung → Spezifizierung wer und was sich durch das Programm ändert, Überlegung für welches ökologische Level wie vorgegangen wird
- Programmdesign → Sammeln von Theorien und praktischen Ansätzen die eine eben solche Veränderung hervorrufen können, Festlegung von relevanten Themen, Umfang und Reihenfolge
- Programmplanung → Anlegen von Programmprotokollen, Organisation und Struktur, nötige Materialien produzieren beziehungsweise testen
- Implementationsplan → Weg der Implementation, Identifizierung von Teilnehmern und Betreuern
- Evaluationsplan → Entwerfen von Fragen zur Bewertung von Programm und Wirkung, Festlegen von Indikatoren[14]

Nach der Auswertung wird wieder beim ersten Schritt begonnen. Auf diese Weise wird das Programm stetig besser, bis es seine Ziele in vollem Umfang erfüllt. Ergebnis soll natürlich die Beeinflussung der Zielgruppe, hin zu einem besseren Bewusstsein für die eigene Gesundheit, sein.

### Wirkungsorientierte Verwaltungsführung
In der öffentlichen Verwaltung lässt sich seit etwa 1990 ein Wandel von einer Input-Steuerung hin zu einer wirkungsorientierten Verwaltung erkennen. Das heißt, statt Kommunen einzig Mittel zur Verfügung zu stellen, werden von den Oberen Verwaltungseinheiten Ziele vorgegeben, die eine zu erreichende Wirkung beinhalten. Daraus ergibt sich auch eine höhere Entscheidungsfreiheit auf kommunaler Ebene und damit eine Verbesserung der Verwaltungsfähigkeiten der verantwortlichen Personen. Auf diesem Wege werden eine gesteigerte Effizienz und Bürgernähe erreicht. In Deutschland werden diese Ziele beispielsweise im Haushaltsplan festgehalten. Anhand von Kennzahlen wird die erzielte Wirkung letztendlich überwacht und bewertet. Ein gutes Beispiel für die Umsetzung von Wirkungsorientierung in der Verwaltung bietet Österreich. So müssen dort die erarbeiteten Ziele, Ausgaben und Schwerpunkte jährlich dem Bundesministerium für Finanzen vorgelegt werden. So kann die Realisierbarkeit und die Anwendung überprüft werden. Dabei werden immer die nächsten vier Jahre als Zeitraum diskutiert, wobei die Vorjahre immer als Anhaltspunkt genutzt werden. Auf diesem Weg werden immer neue Wirkungsziele festgelegt. Kriterien für diese sind Relevanz, inhaltliche Konsistenz, Verständlichkeit, Nachvollziehbarkeit, Vergleichbarkeit und Überprüfbarkeit. Das zeigt sich auch in der Verfassung Österreichs, dort heißt es nämlich: „Bei der Haushaltsführung des Bundes sind die Grundsätze der Wirkungsorientierung insbesondere auch unter Berücksichtigung des Ziels der tatsächlichen Gleichstellung von Frauen und Männern, der Transparenz, der Effizienz und der möglichst getreuen Darstellung der finanziellen Lage des Bundes zu beachten.“

## Evaluation
Eine Evaluation von Wirkungen gestaltet sich grundlegend schwierig, da diese oft mit Zeitverzögerung eintreten und nicht vollständig objektiv bewertbar sind. Aus diesem Grund wird zumeist doch wieder das erreichte Ergebnis betrachtet, welches die gewünschte Wirkung erzielen soll. Demzufolge haben die vorangegangenen logischen Modelle eine größere Relevanz in der faktischen Bewertung, da in diesen meist eben solche Ergebnisse im Verbund mit der Wirkung erarbeitet werden. Allerdings kann aus dem Verhältnis zwischen Input und Wirkung auf die Effizienz eines Vorhabens geschlossen werden.

## Vorteile
- Transparenz und Bürgernähe → Nachvollziehbarkeit der Arbeit,
- Bessere Darstellung der erbrachten Leistungen,
- Gesteigerte Effizienz und Verbesserung der Verwaltungsqualitäten durch erhöhte Eigeninitiative,
- Nachvollziehbare Verantwortlichkeit,
- Einsatz von Budgets wird besser kontrolliert[23][24]

## Schwierigkeiten
Ist das Management beziehungsweise die Verwaltung nicht fähig, die Beziehungen zwischen Ergebnis und Wirkung nachzuvollziehen, kann das zu Problemen führen. So werden möglicherweise Gelder an falscher Stelle ausgegeben und verfehlen somit das eigentliche Ziel. Des Weiteren kann eine zu hohe Eigenständigkeit zum gleichen Ergebnis führen. Auch die Bewertbarkeit kann problematisch sein. Die Subjektivität der erreichten Wirkungen macht diese nur sehr schwer messbar und gestaltet sich daher oft schwierig.